# Cerbalus aravaensis
A Cerbalus aravaensis a pókszabásúak (Arachnida) osztályának a pókok (Araneae) rendjébe, ezen belül a vadászpókok (Sparassidae) családjába tartozó faj.

## Előfordulása
A Cerbalus aravaensis előfordulási területe az Arava-völgy Izrael és Jordánia között. Az élőhelyén folytatódó mezőgazdaság és bányászat máris veszélyeztetik ezt a 2007-ben felfedezett pókfajt.

## Megjelenése
A 14 centiméteres lábfesztávolságával a Közel-Kelet legnagyobb vadászpókja. A hím testhossza 1,85-2,40 centiméter és a nőstényé 2,20-2,65 centiméter. A teste és lábai szürke színűek, a fején és lábain fekete mintázattal, illetve sávozással.

## Életmódja
Zsákmányára aktívan vadászik, azaz nem sző hálót. A homokdűnéken és szikes mocsarakon keresi áldozatait. Éjszaka indul vadászni; főleg a forró nyári éjjeleken aktív. Védekezés céljából a homokba vájja magát és a bejárathoz az aknászpókfélékhez (Nemesiidae) hasonlóan csapóajtót készít.

## Fordítás
- Ez a szócikk részben vagy egészben  a   Cerbalus aravaensis című angol Wikipédia-szócikk ezen változatának fordításán alapul.  Az eredeti cikk szerkesztőit annak laptörténete sorolja fel. Ez a jelzés csupán a megfogalmazás eredetét és a szerzői jogokat jelzi, nem szolgál a cikkben szereplő információk forrásmegjelöléseként.